# Вечерко Володимир Миколайович
Володи́мир Микола́йович Вече́рко (нар. 7 листопада 1953, м. Слов'янськ, Донецька область) — Народний депутат України 6-го скликання з листопада 2007 р., обраний за списками Партії регіонів.
Доктор медичних наук (1987), проф. (1992), чл.-кор. АМНУ (хірургія, 03.1994), член Партії регіонів; ВР України, член фракції Партії регіонів (з 11.2007), 1-й заступник голови Комітету з питань європейської інтеграції (з 12.2007), голова підкомітету з питань економічного та секторального співробітництва між Україною та ЄС, а також СОТ (з 01.2008).

## Життєпис
Народився 7 листопада 1953 (м. Слов'янськ, Донецької області); дружина Стелла Юхимівна (1957) — домогосподарка; дочка Вікторія (1979).
Освіта
Донецький медичний інститут (1971—1977), лікар-хірург; Донецька державна академія управління (1991—1993), «Менеджмент в виробничій та невиробничій діяльності».

## Політична діяльність
Народний депутат України 6-го скликання з 11.2007 від Партії регіонів, № 76 в списку. На час виборів: народний депутат України, член ПР.
Народний депутат України 5-го скликання 04.2006-11.07 від Партії регіонів, № 77 у списку. На час виборів: генеральний директор ТОВ «Союзпромінвест-Донбас», член ПР. Заступник голови — голова підкомітету по зв'язках з парламентськими комітетами у європейських справах Комітету з питань європейської інтеграції (з 07.2006), член фракції Партії регіонів (з 05.2006).
1977-82 — лікар-хірург, 1982-86 — зав. хірургічного відділення, Донецька обласна лікарня. 1986-87 — асистент кафедри факультативної хірургії, 1987-91 — заст. декана лікарського факультету, 1991-96 — завідувач кафедри факультативної хірургії, Донецький медичний інститут. 1996—2005 — директор, компанія «Меткол». 2005-06 — ген. директор, ТОВ «Союзпромінвест-Донбас».
Депутат Донецької міськради (1990—1994), член президії, голова комісії з охорони здоров'я та соціального забезпечення. Депутат Донецької облради (1994—1998).
Автор (співав.) понад 150 наукових праць, зокрема 3 монографій.[джерело?]

## Нагороди
- Орден «За заслуги» III ст. (7 листопада 2013) — за вагомий особистий внесок у розвиток вітчизняного парламентаризму, плідну законотворчу діяльність, багаторічну сумлінну працю[5]
- Заслужений лікар України (30 листопада 2009) — за значний особистий внесок у соціально-економічний, науково-технічний і культурний розвиток України, вагомі досягнення у трудовій діяльності, багаторічну сумлінну працю та з нагоди річниці підтвердження всеукраїнським референдумом 1 грудня 1991 року Акта проголошення незалежності України[6]
- Лауреат премії Ленінського комсомолу